# 黒部市信用農業協同組合
黒部市信用農業協同組合（くろべししんようのうぎょうきょうどうくみあい）は、かつて存在した信用事業を行う農業協同組合。富山県黒部市に本店を置いていた。愛称はJAくろしん。
2016年2月1日に黒部農業協同組合へ吸収合併され、黒部市農業協同組合となった。

## 店舗
| 店舗コード | 店舗名     | 所在地            |
| ---------- | ---------- | ----------------- |
| 081        | 本店       | 黒部市三日市3123  |
| 082        | 三日市支店 | 黒部市三日市3123  |
| 083        | 生地支店   | 黒部市生地中区263 |
| 086        | 新三島支店 | 黒部市三日市1050  |